# Powder Girl
Powder Girl (Originaltitel: Chalet Girl) ist eine britische Liebeskomödie von Phil Traill aus dem Jahr 2011.

## Handlung
Kim liebt das Skateboarden. Sie wird als Skateboard-Wunderkind bezeichnet und gewinnt bereits mit elf Jahren einen U-16-Wettbewerb. Obwohl ihre Eltern aus sehr bescheidenen Verhältnissen stammen, unterstützen sie Kim mit vollem Tatendrang und kommen zu all ihren Wettbewerben. So auch zu den London Trials, ein Skateboardwettbewerb, bei welchem Kim den ersten Platz belegt. Bei der Heimfahrt vom Wettbewerb geht es im Auto ausgelassen zu. Die Familie feiert Kims Sieg, als der Vater, welcher das Auto lenkt, plötzlich ausweichen muss. Das Auto wird auf die Leitplanke geschleudert. Kims Mutter muss den Unfall mit ihrem Leben bezahlen. Die übriggebliebene, zerrissene Familie kann mit dem Tod nur schwer umgehen. William, Kims Vater, verwahrlost in seiner kleinen Wohnung. Kim gibt das Skateboarden auf und beginnt stattdessen in einem Fastfoodrestaurant zu arbeiten. Nebenbei erledigt sie den gesamten Haushalt, kümmert sich um die Finanzen und kocht für sich und ihren Vater.
Als eine Kollegin von einem Job in einem schicken Chalet erzählt, wird Kim neugierig und bewirbt sich bei einer Vermittlungsagentur. Erst erhält sie eine Absage, da ihr bodenständiges und selbstbestimmtes Auftreten nicht in die Welt der Reichen und Schönen zu passen scheint. Als aber eine Familie in Österreich dringend für vier Monate ein Chalet-Girl sucht und alle geeigneten Bewerberinnen bereits vermittelt wurden, bietet die Agenturchefin Kim den Job gezwungenermaßen an. Diese lehnt erst ab, da sie denkt, ihr Vater würde alleine nicht zurechtkommen. Schließlich fährt sie doch mit den Nachtzug in den exklusiven Ski-Ort St. Anton.
Dort erwartet sie auch schon ihre Arbeitskollegin Georgie. Georgie versteht nicht, was eine so gewöhnlich aussehende Britin, welche noch nie Berge gesehen hat, in ihrer Welt verloren hat, weshalb sie Kim ihre Eingewöhnungsphase relativ schwermacht.
Kurz nach Kims Ankunft erreicht auch schon die reiche Familie Madsen, bestehend aus der schnöseligen und etwas argwöhnischen Caroline und ihrem ruhigeren Ehemann Richard, ihren Söhnen Jonny und Nigel sowie Jonnys Freundin Chloe, den Skiort.
Kim ist verängstigt durch das erhabene Auftreten der scheinbar perfekten Familie, muss aber bereits am ersten Abend feststellen, dass die Besitzer des Chalets auch ganz anders können. Wie eine klassische Durchschnittsfamilie sitzen sie beieinander, erzählen sich Witze und spielen lustige Spiele. Auch Georgie scheint als Teil der Familie zu gelten.
Am nächsten Morgen verlässt die Familie früh das Chalet um Skifahren zu gehen. Kim weiß sich nichts mit ihrer Zeit anzufangen, weshalb sie aus dem Fundus der Familie Madsen ein altes Snowboard kramt. Nach vielen missglückten Anläufen sich das Snowboarden selbst beizubringen, wird schließlich der Finne Mikki auf Kim aufmerksam. Er erklärt ihr, wie sie das Gewicht verlagern muss, um nicht umzukippen. Und siehe da: Kim entpuppt sich als Wunderkind. Bald fliegt sie mit Mikki die Hänge hinab. Als die beiden erneut mit dem Lift den Hang hinauffahren, erzählt Mikki Kim, weshalb er hier ist: Auf Grund eines Snowboard-Freestyle-Wettbewerbes, welchen er dieses Jahr endlich gewinnen möchte. Bisher stürzte er bei jedem seiner Versuche beim letzten Sprung, dieses Jahr sollte es anders sein. Er rät Kim auch teilzunehmen, woraufhin der Wettbewerb, welcher drei Monate später stattfindet, das Ziel des ganzen Filmes wird.
Der Abend vor ihrem neuerlichen Aufbruch ist sehr wichtig für die Familie, weshalb sich alle schick machen. Caroline ärgert sich über das Aussehen von Kim, worauf ihr Richard gut zuredet und Georgie ihr hilft sich schick zu machen. Jonny gefällt der veränderte Look Kims, auch sonst scheint die Chemie zwischen den beiden zu stimmen. Immer wieder beschützt Jonny Kim vor herablassenden Angriffen, sei es von seiner Mutter, anderen Mädchen oder sexistischen, reichen Männern.
Am nächsten Tag verlässt die Familie das Chalet wieder und Kim hat wieder Zeit mit Mikki zu trainieren. Bei einem ihrer Trainings trifft sie Tara, eine wahre Snowboardlegende, welche sich bei einem Wettbewerb den Rücken brach. Sie kann nur noch unter Einfluss von starken Schmerzmitteln Snowboarden, plant den kommenden Freestylewettbewerb allerdings als ihr Comeback. Tara rät Kim, sich von Willy eine professionelle Snowboardausrüstung zu leihen, was sie schließlich auch tut.
Später am Tag liest Georgie eine von Kims Nachrichten und erfährt so, dass diese an jenem Tag Geburtstag hat. Sie überredet Kim mit feiern zu gehen. Auf Grund übermäßiger Alkoholzunahme verlegen die zwei Chalet-Girls die Party in das Chalet, wo diese endgültig eskaliert. Mikki, welcher sich für Georgie zu interessieren scheint, Georgie, welche auch Mikki Avancen macht, eine Freundin Georgies sowie Kim gehen nackt im Pool schwimmen. Gerade als Kim aus dem Pool steigt wird sie von Scheinwerfern beleuchtet. Auf Grund des Neuschnees kamen Jonny, Chloe und Nigel früher als geplant zurück ins Chalet und platzen in die Party.
Jonny verspricht seinen Eltern nicht zu erzählen, allerdings müssen Georgie und Kim die Anlage, welche kaputt ging, bezahlen sowie alle Spuren der Partynacht beseitigen.
Am nächsten Tag gehen Mikki, Nigel, der sich ebenso für Georgie interessiert, Jonny, Chloe, Georgie und Kim gemeinsam auf die Piste. Jonny und Kim versuchen sich spielerisch immer wieder zu übertrumpfen, was damit endet, dass Jonny einen Sprung vorführt. Nach einigem Zögern will auch Kim einen Sprung riskieren, bremst dann allerdings doch ab, als sie vor ihrem geistigen Auge den Unfall ihre Mutter und den Autounfall sieht. Sie stürzt, verletzt sich aber nicht. Auf die Besorgnis Jonnys hin, packt Chloe die Eifersucht. Sie will Jonnys Aufmerksamkeit erlangen, indem auch sie springt. Sie stürzt schwer und wird von der Bergrettung abgeholt. Jonny, Nigel und Chloe brechen ihren Kurzurlaub ab um zurück nach London zu kehren.
Kim bittet Mikki ihr das Springen beizubringen, was dieser gerne tut. Als sie sich schließlich bei der Übungschance springen traut, wird sie übermütig. Obwohl ihr Mikki sagt, es sei noch zu früh, versucht sie einen Sprung, bricht allerdings wieder, auf Grund ihrer Erinnerungen an den Autounfall ab. Sie stürzt und prellt sich den Arm.
Kim ist deprimiert. Ebenso Georgie, welche von Mikki ignoriert wird, da sie Nigel auf Grund seines vielen Geldes schöne Augen gemacht hat. Mikki redet Kim gut zu, worauf diese neuen Mut fasst. Georgie lässt er links liegen.
Bald darauf kommen allerdings erneut Nigel, Jonny und Richard in St. Anton an. Sie sind aber nicht allein, sondern in Begleitung von wichtigen Geschäftsmännern. Als Richard, Nigel, Jonny und die Männer auf den Berg fahren, um dort ihre Geschäfte zu machen und nebenbei Skizufahren, benötigen sie eine Servicekraft. Kim fliegt also im Helikopter mit und ist völlig fasziniert vom Ausblick, welcher sich ihr bietet. Auch Jonny ist völlig fasziniert, allerdings von Kim.
Als die Männer wieder abreisen wollen, fällt Jonny den Entschluss, dass er seinen Aufenthalt im Chalet verlängert. Er bittet Kim ihm Snowboarden beizubringen, so könne sie das Geld, welches für die kaputte Anlage fehlt, zurückzahlen. Kim geht auf den Deal ein und gibt Jonny Snowboardstunden. In den nächsten Tagen entwickeln bzw. verfestigen sich beim Herumtollen im Schnee beiderseits starke Gefühle. Schließlich kommt es zum Sex.
Am nächsten Tag kommen Jonny und Kim nur in Handtücher gekleidet herunter und unterhalten sich ausgelassen, als Jonny plötzlich erstarrt. In der Tür steht seine Mutter, die ihn vorwurfsvoll ansieht. Caroline eröffnet Kim, dass Jonny und Chloe sich verloben werden, worauf sich diese betrogen fühlt und zurück nach England will.
Kurz bevor sie den Zug zurück in die Heimat nimmt, ruft sie ihren Vater an um diesen von ihrer vorzeitigen Rückkunft zu informieren. Ihr Vater sagt ihr ihre Mutter hätte gewollt, dass Kim beim Wettbewerb teilnimmt und sie solle die ganze Arbeit jetzt nicht wegschmeißen. Kim ändert ihre Meinung und beschließt nun doch beim Wettbewerb anzutreten.
Mikki stürzt, wie schon in den letzten Jahren, wieder beim letzten Sprung, nimmt es aber sehr positiv auf und verliert nicht den Mut, es beim nächsten Mal zu schaffen. Tara, welche sich vor ihrem Lauf von Willy (legal) Schmerzmittel injizieren lässt, liefert eine tolle Performance ab und belegt den ersten Platz. Auch Kim begeistert mit ihren Leistungen, bremst allerdings vor dem letzten Sprung erneut an und fährt den Hang ohne Sprung zu Ende. Trotzdem ihr die Punktezahl des bedeutenden letzten Sprunges fehlt, belegt sie den 21. Platz.
Die ersten 20 platzierten Snowboarder qualifizieren sich für das Finale, sollte also jemand ausfallen, darf Kim ins Finale nachrücken.
Wieder überkommt Kim der Frust, da sie den Sprung erneut nicht geschafft hat. In der Nacht vor dem Finale, welche sie gemeinsam mit Georgie, welche sich mit Mikki versöhnt hat, bei Mikki verbringt, schleicht sie sich aus der Wohnung um auf den Berg zu wandern.
Bereits vorher im Film erzählt Jonny Kim vom sogenannten „Yeti“, einem Snowboarder, der in der Nacht auf den Hang klettert, um als Erster seine Spuren im Neuschnee zu hinterlassen. Oben angekommen trifft Kim schließlich auf Willy, der sich als der „Yeti“ entpuppt. Ihm vertraut sie nun ihre Geschichte an und erzählt von ihrer Mutter und dem Autounfall. Gemeinsam fahren die beiden schließlich den Hang hinunter.
Jonnys und Chloes Verlobungsparty soll stattfinden, doch Jonny hat gemerkt, dass er Chloe gar nicht liebt, sondern nur seiner Mutter zuliebe mit ihr zusammen ist. Auf der Party will er ihr schonend beibringen, dass er sich nicht mit ihr verloben kann, worauf ihm Chloe eine dramatische Szene vor den Gästen macht. Sein Vater hält zu Jonny und verlässt mit ihm möglichst unauffällig die Party.
Trotzdem sie nur 21ste ist, erreicht Kim voller Motivation das Wettbewerbsareal. Sie gibt die Hoffnung nicht auf, dass sie doch fahren kann. Die Hoffnung schwindet allerdings, als bereits 19 der 20 Fahrer ihren Lauf hinter sich haben. Die einzige Boarderin, welche noch an der Reihe ist, ist Tara. Kim wünscht ihr viel Glück und wendet sich zum Gehen. Willy redet daraufhin, mit dem Schmerzmittel in der Hand, auf Tara ein. Er sagt ihr, mit ihrem Run bei der Qualifikation hätte sie bereits alles bewiesen, was sie beweisen wollte. Tara gibt daraufhin Kim ihr Starttrikot und wünscht ihr viel Glück.
Kurz vor ihrem Start ruft Kim ihren Vater an und sagt ihm, auf welchem Sender er ihr zusehen kann. Mehr Zeit hat sie auch nicht mehr, da sie an den Start muss. Kim legt einen atemberaubenden Lauf vor, als sie die Schanze für den letzten Sprung anfährt, sieht sie ihre Mutter, wie sie ihr zujubelt. Sie meistert den Sprung bravourös und gewinnt den ersten Platz.
Unten beglückwünscht sie der bereits eingegipste Mikki sowie Georgie, welche nach einigen Anlaufschwierigkeiten doch noch ihre Freundin geworden ist. Nigel will Georgie einen Heiratsantrag machen, woraufhin sich Mikki und Georgie küssen. Nigel scheint das nicht viel auszumachen, stattdessen bittet er Georgies Freundin um ein Date, welche die Einladung gerne annimmt. Schließlich kommt Jonny auf Kim zu. Er entschuldigt sich, doch Kim hat ihm längst vergeben. Vor laufender Kamera küssen sie sich, worauf ihr Vater und ihre Freundinnen in London vor den Fernsehern zu jubeln beginnen. Auch Caroline, welche mit Richard das Rennen im Fernsehen verfolgt hat, gibt sich einsichtig und scheint die Wahl ihres Sohnes akzeptiert zu haben.

## Produktion
Die Dreharbeiten zum Film fanden zwischen 1. März und 7. Mai 2010 in St. Anton, Garmisch, Kaunertal und London statt. Aufgrund von Budgetkürzungen mussten einige Szenen fallen gelassen werden. Außerdem trugen einige Darsteller Schmuckstücke aus ihrem wahren Leben im Film, so zum Beispiel Brooke Shields, die ihren Verlobungsring im Film trug. Das Haus, welches als das Chalet der Familie dargestellt wird, ist in Wahrheit das Museum St. Anton am Arlberg mit dazugehörigem Restaurant, in Sichtweite der Talstation der Galzigbahn.

### Synchronisation
Die deutsche Synchronisation erfolgte bei Film- & Fernseh-Synchron in München nach einem Dialogbuch von Tobias Neumann unter der Dialogregie von Solveig Duda.
| Rolle    | Darsteller     | Deutsche Sprecher  |
| -------- | -------------- | ------------------ |
| Kim      | Felicity Jones | Malika Bayerwaltes |
| Jonny    | Ed Westwick    | Torben Liebrecht   |
| Caroline | Brooke Shields | Claudia Lössl      |
| Georgie  | Tamsin Egerton | Shandra Schadt     |
| Nigel    | Nicholas Braun | Roman Wolko        |
| Richard  | Bill Nighy     | Walter von Hauff   |

### Veröffentlichung
Der Film erschien am 16. März 2011 in England und einen Tag später in Deutschland. Die US-amerikanische Premiere fand erst am 14. Oktober 2011 statt.

## Rezeption

### Einspielergebnisse
Bei einem Budget von 8 Millionen Pfund spielte der Film insgesamt 1,75 Millionen US-Dollar wieder ein. Davon waren es aber nur 1.710 US-Dollar in den USA. Den höchsten Umsatz (1,1 Millionen US-Dollar) machte der Film im Vereinigten Königreich. In Deutschland spielte der Film 430.514 US-Dollar ein.

### Kritik
„Felicity Jones’ bezaubernde One-Girl-Show und eine schwungvolle Inszenierung retten Phil Traills wenig originelle Komödie ins Genre-Mittelfeld, allem Klischee-Ballast zum Trotz.“

„Triviales Aufsteiger-Märchen nach bewährtem Muster, das seine Vorhersehbarkeit und seine nur wenig interessanten Figuren durch einige rasante Wintersportbilder aufbessert.“

„Regisseur Phil Traill hat schon mit Werken wie ‚Verrückt nach Steve‘ sein nicht vorhandenes Talent für Komödien bewiesen. So vergeigt er auch hier fast jeden Gag, verliert sich in Albernheiten und erzählt mit dieser Aschenputtel-Variante nichts wirklich Neues.“